# Alchemie

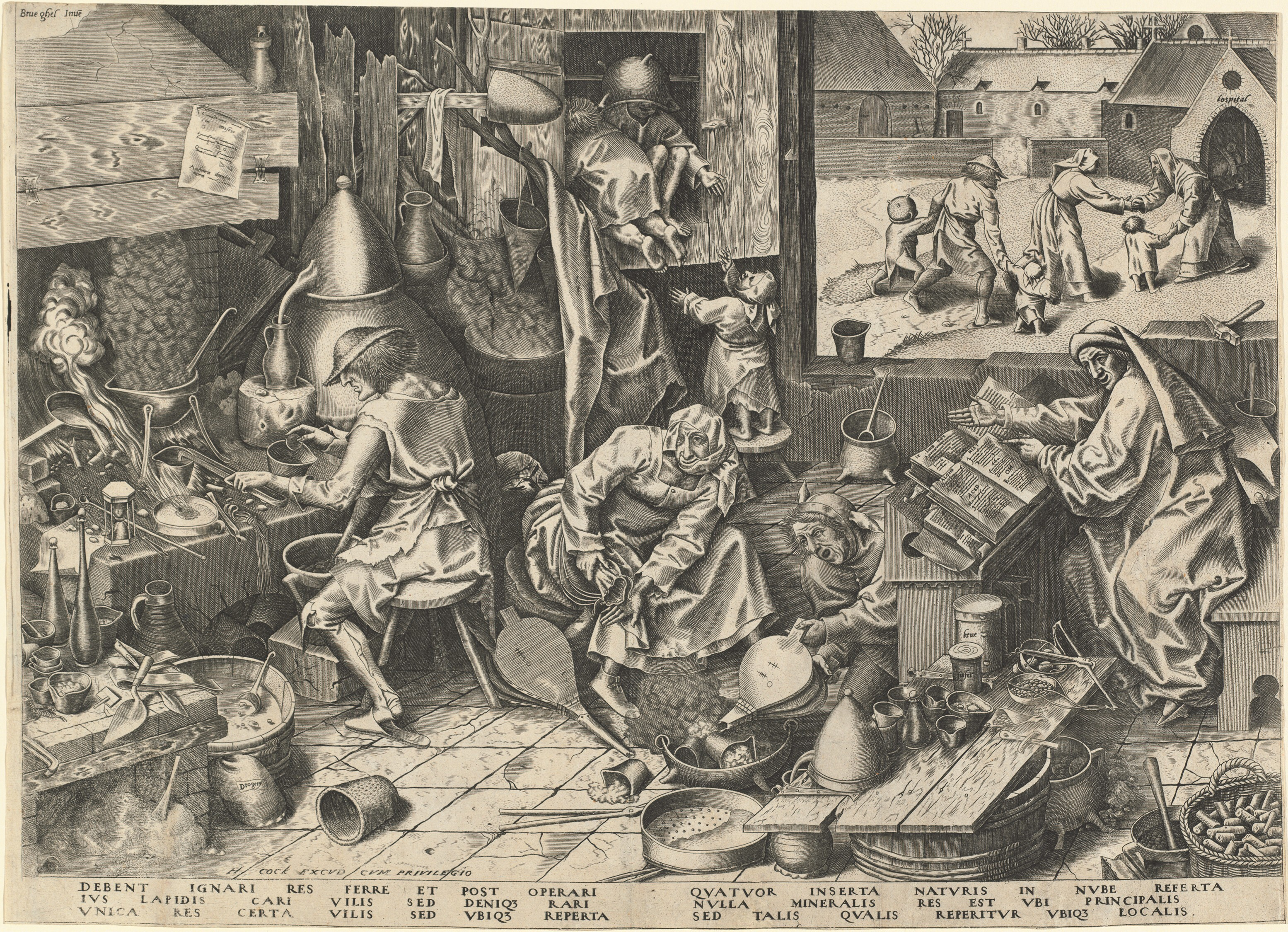
Pieter Bruegel der Ältere. Der Alchemist (1558) als Kupferstich von Philipp Galle

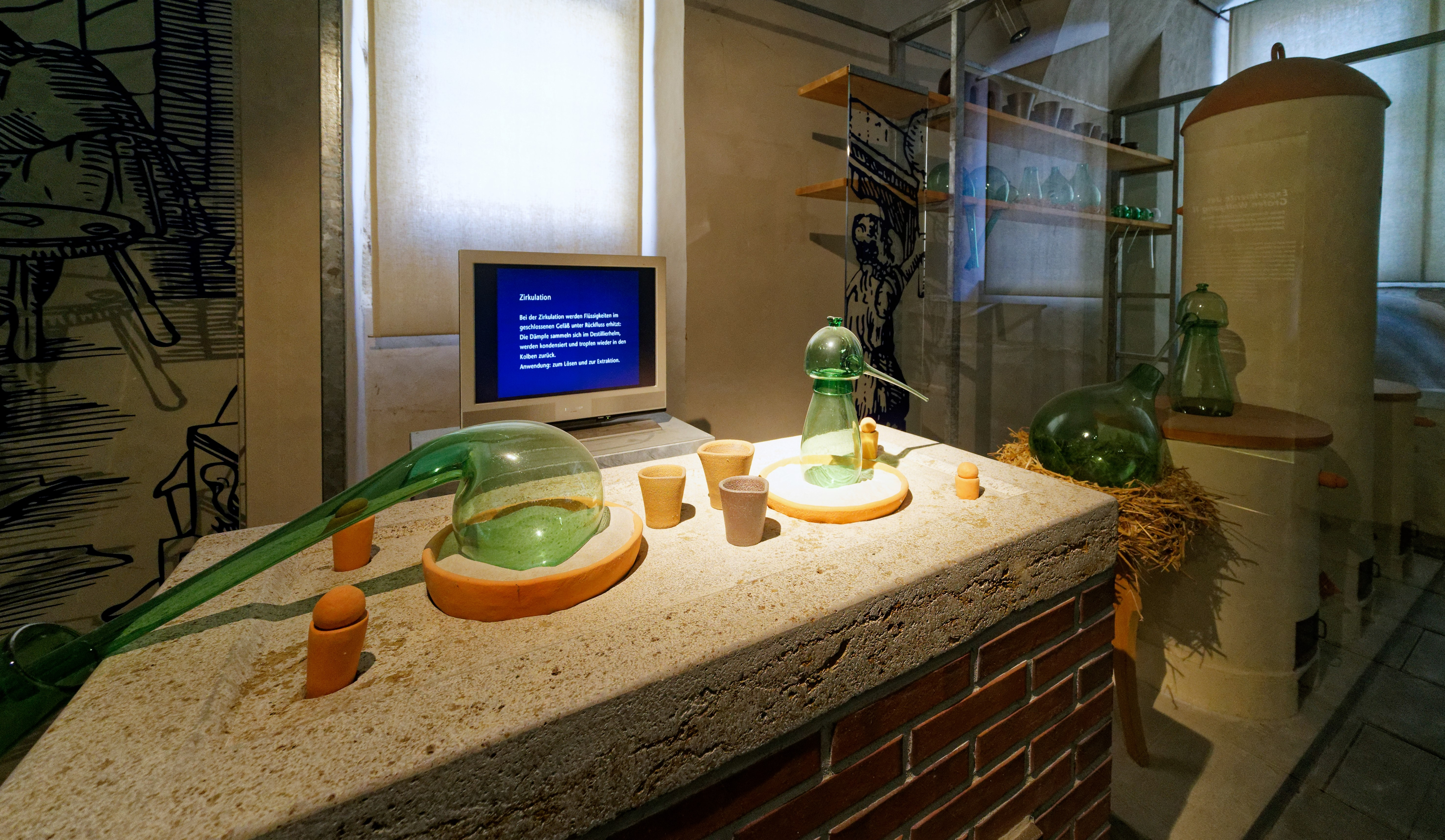
Alchemielabor im Schloss Weikersheim.

Einige Elementsymbole:
1 = Zinn, 2 = Blei, 3 = Gold, 4 = Schwefel, 5 = Quecksilber, 6 = Silber, 7 = Eisen

Als Alchemie oder Alchimie (auch Alchymie; griechisch-arabisch-mittellateinisch alkimia, neulateinisch alchymia, auch Alchimia, frühneuhochdeutsch alchimei, alchemey) bezeichnet man in der Geschichte der Chemie frühe Vorläufer der heutigen Wissenschaft. Der Begriff bezeichnet ab dem 1./2. Jahrhundert die Lehre von den Eigenschaften der Stoffe und ihren Reaktionen.
Die Alchemie ist ein alter Zweig der Naturphilosophie und wurde im Laufe des 17. und 18. Jahrhunderts von der modernen Chemie und der Pharmakologie begrifflich abgetrennt und im 19. Jahrhundert schließlich durch diese Fächer ersetzt.
Oft wird angenommen, die „Herstellung“ von Gold (Goldsynthese) sei das einzige Ziel der Alchemisten gewesen. Das Spektrum der Alchemisten reicht aber von praktischen frühen Chemikern, Herstellern von Schießpulver und Pharmazeuten, frühen Vorstellungen über den Aufbau der Materie, wozu auch die Umwandelbarkeit (Transmutation) von Metallen und anderen Elementen oder Mineralien bzw. Salzen gehörte, über stark mythisch gefärbte Spekulationen mit Ideen über eine gleichzeitige Wandlung des Adepten, die in neuerer Zeit zum Beispiel das Interesse des Tiefenpsychologen Carl Gustav Jung fanden, bis zu den „Goldmachern“.

## Etymologie und Herkunft

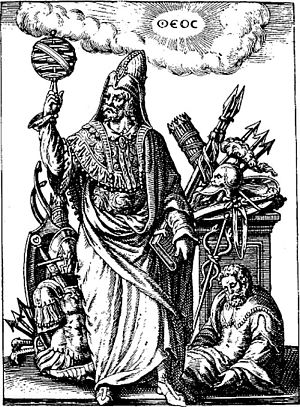
Hermes Trismegistos, Stich

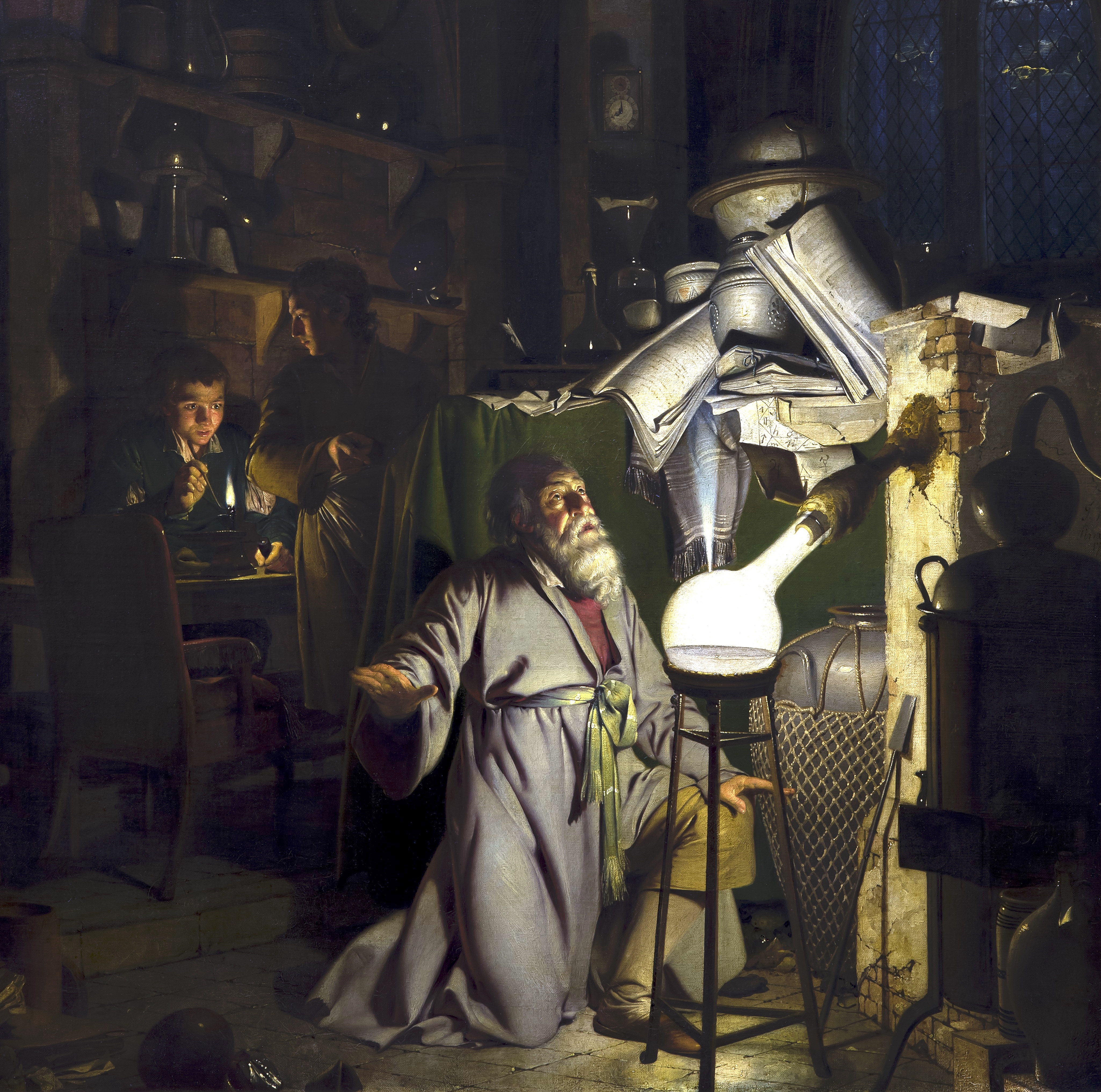
Joseph Wright of Derby: Der Alchimist auf der Suche nach dem Stein der Weisen; Ölgemälde, 1771

Elementsymbole der Altphilosophen
1 = Feuer, 2 = Erde, 3 = Wasser, 4 = Luft

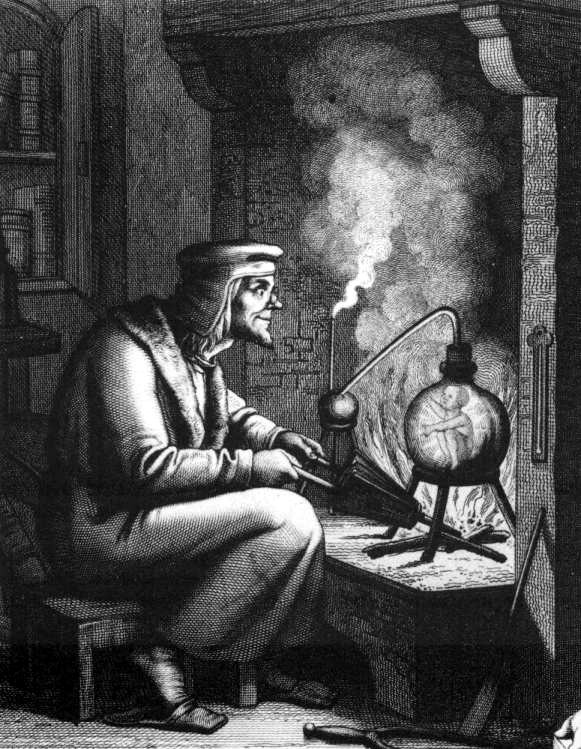
Wagner erschafft den Homunkulus, Kupferstich 19. Jh.

Die ältesten bekannten Aufzeichnungen über die Alchemie, insbesondere die Tabula Smaragdina, stammen aus dem alten Ägypten und dem hellenistischen Griechenland. Da diese zunächst ausschließlich über die arabische Welt nach Europa gelangten, stammt das Wort Alchemie (über mittellateinisch alkimia, französisch-spanisch vermittelt und eingebürgert seit dem 14. Jahrhundert) vermutlich von arabisch الخيمياء / al-ḫīmiyāʾ oder الكيمياء / al-kīmiyāʾ ab, das wiederum wahrscheinlich seinen Ursprung im Griechischen hat: eventuell χυμεία chymeía für „Metallverwandlung“, „Guss“, mittelgriechische Aussprache chimía, auch χημεία chēmeía oder auch χυμός chymos für „Flüssigkeit“. Die Bedeutung des Wortes ist nicht sicher geklärt und die möglichen Auslegungen sind vielfältig. Paracelsus und Georg Agricola verwendeten die Worte chymia für Alchemie bzw. chymista für den Alchemisten. Beispielsweise lässt sich Alchemie nach älteren Annahmen mit „Kunst der Ägypter“ oder aus koptisch/altägyptisch kêmi „schwarz[e Erden]“ (vergleiche hierzu auch Kemet) in einer anderen Lesart dagegen als „Lehre des Gießens“ übersetzen. Im 18. Jahrhundert publizierte Zedlers Universallexikon noch, dass Alchemie von arabisch al und chama stamme und daher als „durch das Feuer erforscht“ übersetzt werden könne.
Die Tabula Smaragdina war das grundlegende Buch der (abendländischen) Alchemisten. Sie ist eine dem Hermes Trismegistos zugeschriebene, ursprünglich wohl griechische, später in lateinischer Fassung verbreitete Sammlung von wenigen, schwer verständlichen und auslegungsbedürftigen Sätzen, in denen die gesamte Weltweisheit enthalten sein soll.

## Aufgabengebiet und Errungenschaften
Ein Ziel der Alchemisten war häufig die Transmutation von unedlen Metallen zu Gold und Silber. Dass dies möglich sei, war aber auch unter Gelehrten im Mittelalter keinesfalls allgemein anerkannt; große Wissenschaftler wie Avicenna, Ramon Lull und Arnaldus von Villanova lehnten dies ab. Das verhinderte allerdings nicht, dass ihnen eine große Zahl alchemistischer Schriften untergeschoben wurden (z. B. Pseudo-Lull), was allgemein eine gängige Praxis der frühneuzeitlichen und mittelalterlichen alchemistischen Literatur war und deren Beurteilung schwierig macht. Ein weiteres Problem ist, dass nicht immer ganz genau klar ist, was in alchemistischen Texten mit den dort erwähnten, meist nicht in reiner Form vorliegenden Chemikalien, gemeint ist.
Der Stein der Weisen (lateinisch Lapis philosophorum) war dabei den Alchemisten eine besondere, die Umwandlung eines unedlen Metalles zu Gold oder Silber ermöglichende „Tinktur“. Er wird dabei nicht verbraucht, ähnlich einem Katalysator in der heutigen Chemie. Die sogenannten Alchemistentaler sind Münzen, die angeblich aus künstlichem, mit dem Stein der Weisen hergestellten Silber geprägt wurden. Die Alchemie war aber nur teilweise von der Idee der künstlichen Herstellung von Gold und dem Stein der Weisen beherrscht, man suchte seit der Antike sowohl im Abendland als auch im Orient auch (ebenfalls häufig in Verbindung mit dem Stein der Weisen) ein Universal-Allheilmittel (Panacea). Ein gesuchtes Universallösungsmittel wurde Alkahest genannt.
Neben einer theoretischen Komponente gab es einen praktischen Teil, der den sorgfältigen Umgang mit den Destillations-, Extraktions- und Sublimationsapparaturen voraussetzte. Im arabischen Raum war Rhazes ein typischer Vertreter der ausschließlich praktischen Orientierung der Alchemie.

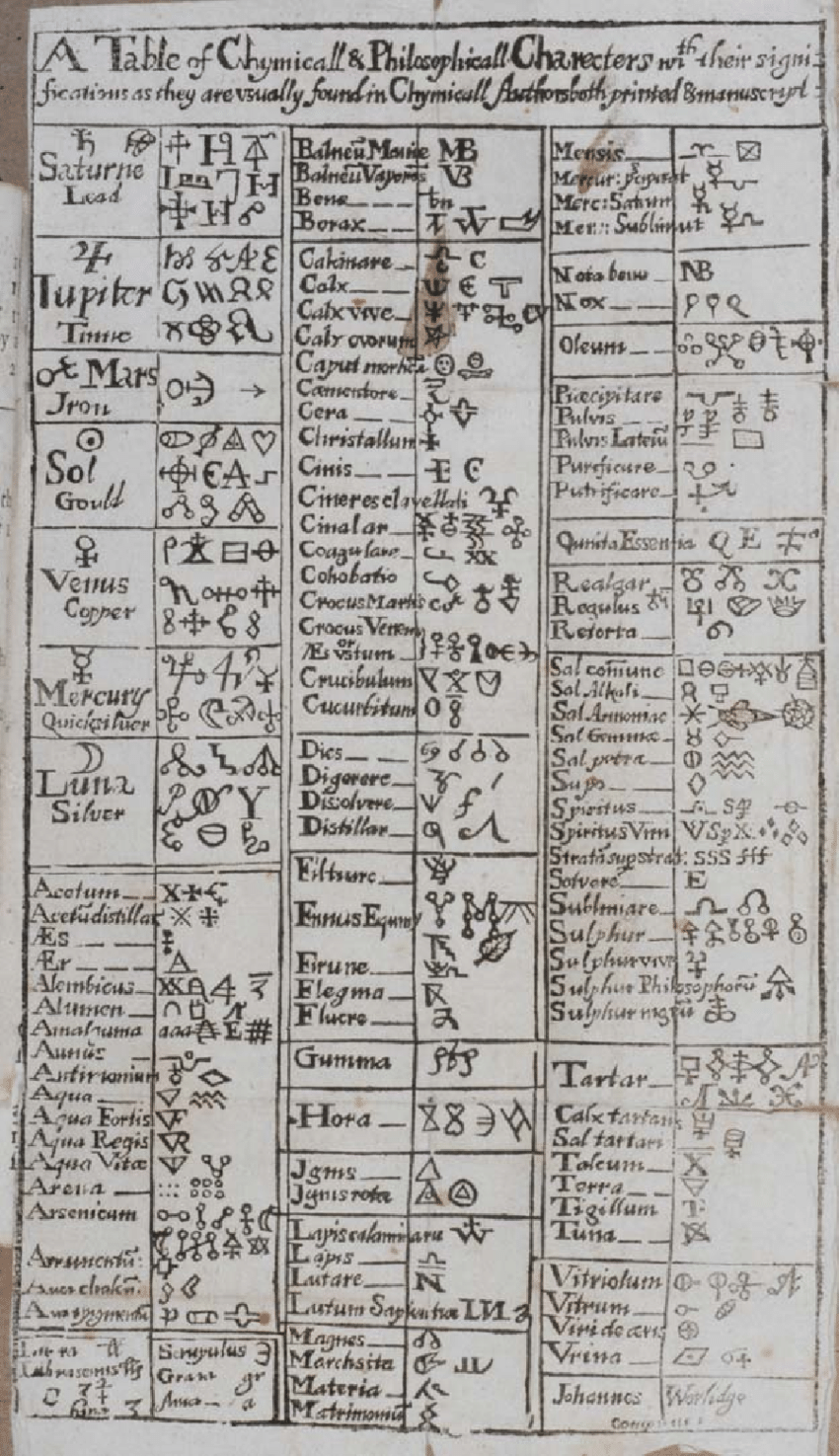
Tabelle der alchemistischen Symbole (The last Will and Testament von Basilius Valentinus, 1670)

In der griechisch-arabischen Alchemie waren die Urelemente Erde, Wasser, Luft und Feuer nach Empedokles bekannt (Vier-Elemente-Lehre). Hinzu kam eine schon in Ansätzen bei Aristoteles vorhandene Auffassung von gegensätzlichen Prinzipien (warm – kalt, trocken – feucht), die als Grundbestandteile aller Stoffe ihre Entsprechungen in der Alchemie hatten (und in der Medizin als Leibessäfte der Humoralpathologie bekamen). Danach sollten für Umwandlungen die Stoffe erst von unreinen Zutaten durch Anwendung der Prinzipien (wie Erhitzen, Abkühlen, Zusatz bestimmter Stoffe) befreit und auf die materia prima (vgl. auch quinta essentia) zurückgeführt werden, die dann z. B. in Gold überführt werden sollten.
Bei alchemistischen Prozeduren stand vor allem die optimale Mischung der Elemente bzw. Prinzipien im Vordergrund (lateinisch ausgedrückt, in Bezug auf die solutio und coagulatio, mit solve et coagula „löse und verbinde“) mittels (fraktionierter) Destillation (Trennung) von Stoffgemischen.
Im arabischen Raum kam ab dem 9. Jahrhundert (mit Vorläufern im späthellenistischen Ägypten) auch den Elementen Schwefel und Quecksilber eine besondere Bedeutung zu, was auch für die abendländische Alchemie bestimmend wurde, die sich ab dem 12. Jahrhundert durch das Bekanntwerden arabischer Autoren durch Vermittlung über Spanien entwickelte. Sie übernahmen die Rolle von „Prinzipien“ bei der Umwandlung der Stoffe. Das Prinzip Schwefel (oder Philosophischem Schwefel. Sulphur) wurde Feuer und Luft (Brennbarem) zugeordnet, das „Prinzip“ Quecksilber (Mercurius philosophorum, „Philosophisches Quecksilber“), Erde und Wasser.
Die meisten Alchemisten des (europäischen) Mittelalters waren Geistliche, vor allem in Klöstern. Erst im ausgehenden Mittelalter drang die Alchemie in breitere Kreise vor, was sich im Aufkommen erster alchemistischer Schriften in den Landessprachen zeigt. Zu den ältesten deutschsprachigen alchemistischen Abhandlungen gehört die, teils in Geheimschrift verfasste Alchymey teuczsch, eine 1426 entstandene Handschrift mehrerer Autoren aus der Grafschaft Hals. Die Alchemie wurde auch von hohen Geistlichen und Fürsten gefördert oder sogar selbst betrieben. Die alchemistischen Autoren des Mittelalters waren überwiegend kirchentreu und suchten ihr Wirken in die kirchliche Lehre einzubinden. Entsprechend richteten sich Erlasse nicht gegen die Alchemie an sich, sondern betrügerische Alchemisten (so die Bulle von Papst Johannes XXII. 1317 gegen alchemistische Münzfälscher) oder andere Auswüchse (Viele Bürger waren davon so besessen, dass sie sich verschuldeten oder Brandgefahr verursachten).
Paracelsus führte im frühen 16. Jahrhundert ein drittes Prinzip, das „Salz“, ein, was teilweise die inzwischen entdeckte Bedeutung der Mineralsäuren widerspiegelt. Das Ziel von ihm und seinen Nachfolgern war in erster Linie die Erneuerung der damaligen Medizin und Entdeckungen in der Pharmazie (Iatrochemie). Für Paracelsus war Alchemie: „zu Ende bringen, was noch nicht vollendet ist. Sie allein ist das, was das Unreine durch Feuer zum Reinen bereitet, wiewohl nicht alles Feuer brennt, so ist doch alles Feuer und bleibt Feuer.“ Ein Alchemist, schreibt Paracelsus, „scheidet das bös vom guten, er verwandelt das gut in ein tinctur“.
Alchemisten hatten gegenüber Außenstehenden häufig ein Schweigegebot bezüglich ihrer Kenntnisse. Sie bedienten sich einer verschlüsselten Fachsprache, die für Uneingeweihte nicht verständlich war. Viele Geheimnisse wurden nur mündlich den vertrauenswürdigsten Schülern (Adepten) anvertraut, wobei die Bezeichnung Adept die Bedeutung von Eingeweihter erhielt. Ab dem 16. Jahrhundert verbreitete sich das alchemistische Wissen mit dem Aufkommen des Buchdrucks, der Handschriften ersetzte, in breitere Kreise. So erschienen die ersten Wörterbücher von Conrad Gessner und Andreas Libavius für Alchemisten, um das Wissen einer breiteren Zahl von Forschern zugänglich zu machen. Insbesondere die Alchemia von Libavius (1597, 1606) gilt als erstes modernes Chemielehrbuch, wobei auch die Alchemie im engeren Sinn der Umwandlung von Metallen zusammen mit praktischen Rezepten und noch aus der Antike stammenden Theorie behandelt wurde.
Die Alchemisten bezogen auch häufig die Astrologie mit ein, so standen die Metalle für Himmelskörper: das Gold für die Sonne (lateinisch sol), das Silber für den Mond (lateinisch luna), das Eisen für den Mars, das Quecksilber für den Merkur, das Zinn für den Jupiter, das Kupfer für die Venus, das Blei für den Saturn (Siehe auch Planetenmetalle).
Alchemisten befassten sich, im Gegensatz zu gelegentlichen Falschangaben, nur allegorisch mit der Herstellung lebender Kunstwesen (Homunculus, Basilisk). Anklänge an diese okkulten Experimente finden sich noch in Goethes Faust I und Faust II, in Hoffmanns Sandmann und in Meyrinks Golem. In bildhaften Darstellungen wurden zudem chemische Elemente personifiziert. Aus der Vereinigung von Mann und Frau wurden etwa Hermaphroditen geboren, die Merkmale beider Ausgangsstoffe trugen. Damit ist nicht die Erschaffung eines künstlichen Wesens gemeint, sondern eine chemische Reaktion wird bildhaft gedeutet. Die oftmals künstlerisch aufwendig gestalteten Bildbände haben meist allegorischen und meditativen Charakter und sind keine Anleitung zu realen Experimenten. Das Ei galt als alchemistisches Symbol.
Die alchemistischen Vorstellungen beruhten auf den damals gängigen und verbindlichen Naturphilosophien. Auch wenn manche der damaligen Vorstellungen abwegig erscheinen mögen, so führte doch die Theoriebildung über die Wandlungen der Stoffe in der praktischen Laborarbeit hin zur modernen Naturwissenschaft. In der Alchemie erlangte das Experiment einen gänzlich neuen Stellenwert für eine prinzipiell antiaristotelisch ausgerichtete Wissenschaft. Der Übergang von der Alchemie zu den heute noch gängigen Materialwissenschaften wie der Metallurgie, der pharmazeutischen und der medizinischen Forschung geschah teilweise fließend, gewisse alchemische Traditionen wurden allerdings obsolet oder neu- und umgewertet.
Alchemisten standen häufig als frühe Chemiker und Metallurgen mit dem Bergbau und Metallverarbeitung in Verbindung. Weitere Bereiche waren neben Pharmazie z. B. die Glasherstellung. So ist die experimentelle Anwendung der Alchemie die Grundlage für die (Wieder-)Erfindung des Porzellans und des Schwarzpulvers in Europa. Das Porzellan zum Beispiel ist ein Nebenprodukt bei der Suche nach Gold gewesen. Ein Alchemist am sächsischen Hof, Johann Friedrich Böttger, rettete sein Leben, indem er seinem „Arbeitgeber“ wenigstens „Weißes Gold“ liefern konnte. Der Alchemist Vincentio Casciorolo aus Bologna stellte 1604 erstmals einen Phosphoreszenzstoff her, den sogenannten „Bologneser Leuchtstein“ oder „Lapis Solaris“. Diese Entdeckung beförderte Diskussionen über die Natur des Lichtes und führte bereits 1652 zu ersten spektroskopischen Untersuchungen. Der Hamburger Hennig Brand war Alchemist, der 1669 den weißen Phosphor entdeckte und dessen Chemilumineszenz („Phosphorus mirabilis“) und damit die erste Chemilumineszenzreaktion überhaupt. Diese Chemilumineszenzreaktion fand als Mitscherlich-Probe Eingang in die forensische Chemie und ist heute noch ein beeindruckendes Experiment.

## Arbeitsmittel

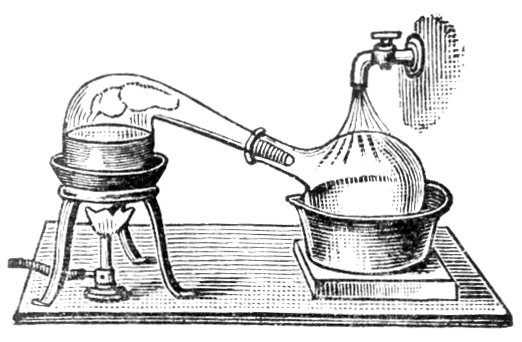
Retorte (links)

- Alembik (Destillierhelm) – ein Helmaufsatz für einen Destillierkolben
- Aludel – ein Gefäß zur Sublimation
- Athanor – ein spezieller Ofentyp der Alchemisten
- Filter – Destillation durch ein Filter
- Kupelle – ein Gefäß zur Reinigung und Abtrennung von Edelmetallen aus Legierungen
- Mörser und Stößel – ein Reib- oder Mahlwerkzeug
- Retorte – ein Destilliergefäß
- Serpentine – ein Destilliergefäß mit verbesserter Trennung
- Pelikan – ein Destillierapparat (Zirkulationsgefäß, vas circulationis[46]) mit zwei doppelt ausgeweiteten Kolben[47]

Manche Gefäße der Alchemisten wurden nach Tieren benannt, so als Igel, Gans oder das Menschliche Paar.

## Opus magnum
Opus magnum oder das Große Werk ist ein Begriff der mittelalterlichen europäischen Alchemie, der sich auf die erfolgreiche Umwandlung des Ausgangsstoffes in Gold oder auf die Schaffung des Steins der Weisen bezieht. Er wurde als Metapher für eine geistige Umwandlung in der hermetischen Tradition verwendet. Der Weg zur Herstellung des Steins der Weisen verlief über vier, später drei Stufen, je nach Darstellung geht man sogar von sieben oder zwölf Stufen aus.
Die praktische Anwendung des Opus magnum sollte unedle Stoffe durch Transmutation in Gold verwandeln, indem man den unedlen Stoff durch den „roten Stein“ führte. Es bildete das Gegenstück zum einfacheren Kleinen Werk, bei dem man durch das „weiße Elixier“ (genannt auch Tinctura alba oder „Tochter der Philosophen“) unedle Stoffe zu Silber verwandelte.
In der Alchemie bestand immer ein Disput darüber, wie die Stufen im Einzelnen ausgestaltet werden sollten. In einem vierstufigen Prozess ist die „Schwärze“ (nigredo) der Anfang und versinnbildlichte den Urzustand der Materie. Man bezeichnete diesen Zustand auch als die Materia prima. Als weitere Prozesse schließen sich die Phase der „Weißung“ (albedo), „Gelbung“ (citrinitas) an und enden in der höchsten Stufe der „Rötung“ (rubedo). Grundlage dieser Stufen bildete die griechische Philosophie der Quaternität oder des Vierteilens eines Prozesses in die melanosis (Schwärzung), leukosis (Weißung), xanthosis (Gelbung), iosis (Rötung). Angelehnt ist diese Vorstellung an die antike Elementenlehre der vier Elemente aus Erde, Wasser, Luft und Feuer. Erst im späten Mittelalter wurde die Quaternität zur Trinität, wobei die Stufe der xanthosis, also Gelbung, entfiel.
Eine andere Aufteilung war: Materia Prima, Calcination, Sublimation, Solution, Putrefaction, Destillation, Coagulation, Tinctura (bzw. tinctio), Multiplikation, Projection. Sonstige alchemistische Prozeduren waren Mortificatio, Fixatio, Congelatio, Digestio, Separatio, Ceratio und Fermentatio.
Im Verlauf der Jahrhunderte entwickelte sich das Opus magnum zu einem unentwirrbaren Gemisch unterschiedlichster Anweisungen und Erfahrungen, die den praktischen Prozess immer unverständlicher werden ließen. Meist wollte man dadurch über die eigene Unwissenheit hinwegtäuschen oder Misserfolge verschleiern. Die Anweisungen waren zudem symbolträchtig, vieldeutig und in rätselhafter Sprache geschrieben. Paracelsus geht über die vier Stufen hinaus und beschreibt unter anderem in seiner De natura rerum den Prozess einer siebenstufigen Transmutation. Bei George Ripley sind es nach seinem Liber duodecim portarum bereits zwölf Stufen zur Goldherstellung.
Genau dieses unentwirrbare Netz aus Gedanken und Bildern ließ den Begründer der Analytischen Psychologie, Carl Gustav Jung, zu dem Schluss kommen, dass der Schritt von der Quaternität zur Trinität mit inneren und psychischen Gründen zu erklären sei. Nicht äußere oder praktische Prozesse wurden im Großen Werk beschrieben, sondern unbewusst innere Zusammenhänge in die Materie und Arbeitsweise projiziert.
Dieser Ansatz entwickelte sich auch parallel zur praktischen Alchemie in der abendländischen Mystik. So sprach man bei den Rosenkreuzern von geistiger oder theoretischer Alchemie, die eine Vollendung des eigenen Menschen mit sich bringen sollte. Gustav Meyrink knüpft unter anderem an diese Tradition in seinen Werken an; siehe die mystische Deutung seiner drei Stufen:
- nigredo (putrefactio), Schwärzung (Fäulnis): Individuation, Reinigung, Ausbrennen von Unreinheit; Sol niger (Schwarze Sonne)
- albedo, Weißung: Vergeistigung, Erleuchtung
- rubedo, Rötung: Vereinigung des Menschen mit Gott, Vereinigung des Begrenzten mit dem Unbegrenzten

## Rebis

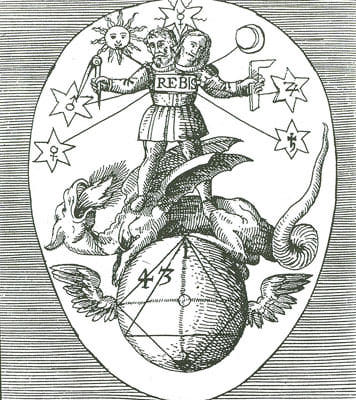
Rebis aus Theoria Philosophiae Hermeticae (1617) von Heinrich Nollius

Rebis (vom lateinischen Ausdruck res bina, was ‚zweifach oder doppelte Materie‘ bedeutet) ist das Endprodukt des alchemistischen Opus magnum oder großen Werkes. Nachdem man die Stadien der Fäulnis und der Reinigung durchlaufen hat, die gegensätzliche Qualitäten trennen, werden diese Qualitäten noch einmal in dem vereint, was manchmal als göttlicher Hermaphrodit beschrieben wird, eine Versöhnung von Geist und Materie, ein Wesen mit sowohl männlichen als auch weiblichen Qualitäten, wie es durch den männlichen und weiblichen Kopf innerhalb eines einzigen Körpers angezeigt wird. Sonne und Mond entsprechen den männlichen und weiblichen Hälften, ebenso wie der Rote König und die Weiße Königin in ähnlicher Weise assoziiert werden. Das Rebis-Bild erschien in dem Werk Azoth of the Philosophers von Basilius Valentinus im Jahr 1613.

## Heilkundliche Bedeutung
Ausgehend von humoralpathologischen Vorstellungen waren im Mittelalter Anschauungen entstanden, die unedle Metalle als minderwertig und somit krank und edle, insbesondere das Gold, als wertvoll und somit gesund einstuften. Die durch Herbeiführung eines bestimmten Mischungsverhältnisses (temperamentum) erfolgende „Heilung“ der „kranken“ Metalle und damit die Umwandlung der bestehenden Dyskrasie in eine (bei Gold optimal verwirklichte) Eukrasie führte dann auch zur Suche nach einem Elixier bzw. dem Stein der Weisen, der fermentartig-katalysatorisch die Metalle von „Unreinheit“ und „Krankheit“ befreien sollte. Analog sollte eine solche Tinktur (Medicina metallorum; Tinctura alba, Weiße Tinktur, als königliche „Tochter der Philosophen“ bzw. Tinctura rubea, die Rote Tinktur als kaiserlicher „Sohn der Philosophen“) dann auch als Universalarznei (in einem pseudoparacelsischen Brief als Arkansubstanz „Roter Löwe“) nicht nur Metalle, sondern auch Krankheiten von Menschen heilen können. Die Vorstellung von einer gesundheitsfördernden und lebensverlängernden Wirkung der „Medicina metallorum“ findet sich beispielsweise auch in Werken von Roger Bacon, John Dastin und im pseudoarnaldischen Rosarius philosophorum.
Wie bereits unter Opus magnum erklärt, handelte es sich bei der Alchemie nicht nur um eine praktische Disziplin im Sinne einer „Meta-Chemie“. Sie hat vielmehr auch eine naturphilosophische Dimension. Die verschiedenen alchemistischen Vorgänge – wie die Umwandlung eines bestimmten Metalls in ein anderes – stehen für die Entwicklung des Menschen, d. h. für innerpsychische Prozesse. Denn die „Transmutation der Psyche“ wie sie die antiken Mysterienkulte lehrten, durch Leiden, Tod und gewandelte Auferstehung des Adepten zu einer neuen, göttlichen Existenz, wurde in den alchemistischen Werkstätten seit der Antike auf die Materie projiziert. Es führte zur „Transmutation der Materie“; die mineralischen Stoffe erleiden durch Zerstückelung, Verbrennung und Behandlung all die Wandlungsqualen wie der zur Erlösung und Wandlung bestimmte Mensch. Angestrebtes Ziel war die Umwandlung niederer Stoffe oder Metalle zum edelsten Metall, dem unsterblichen Gold, oder zu einer Universalsubstanz (Lapis) bzw. Stein der Weisen (lapis philosophorum) oder zur erlösenden Universalmedizin bzw. einem Lebenselixier. Die Entdeckung dieser Analogie beschreibt als erster Zosimus aus Panopolis in seinen Traumvisionen.
Der Psychoanalytiker Herbert Silberer arbeitete in seinem Hauptwerk Probleme der Mystik und ihrer Symbolik (1914) wohl als Erster die psychologische Dimension der Alchemie heraus. Der Schweizer Psychiater und Psychotherapeut Carl Gustav Jung sah in den Arbeitsmethoden und Wandlungsbildern der Alchemisten eine Parallele zu den Traumbildern moderner Menschen während ihrer biographischen Selbstfindung. Dabei spielen persönliche Probleme, scheinbar unlösbare Aufgaben, existenzielle Krisen oder notwendige Reifungsprozesse eine große Rolle. Er nannte diesen Prozess Individuation und beschrieb ausführlich die Abläufe und Gesetzmäßigkeiten dieser unbewussten Bilderwelt oder „Transmutation der Psyche“. Die Erforschung der Individuation betrachtete er als wesentliche Aufgabe seiner Analytischen Psychologie.

## Spagyrik
Die Bezeichnung „Spagyrik“ (aus dem Griechischen σπάω spao = „ich trenne“ und ἀγείρω ageiro = „ich vereinige, ich führe zusammen“) ist ein von Paracelsus eingeführter Begriff, der von ihm synonym für Alchemie verwendet wurde. Die Aufgabe der Alchemie sah er nicht in der Herstellung von Gold, sondern in der Herstellung von Arzneimitteln. Er wählte die Bezeichnung „Spagyrik“ zur Abgrenzung gegenüber anderen Richtungen. In der Folge wurde die Spagyrik als der medizinische Bereich der Alchemie angesehen. Spagyrika sind Arzneimittel, die auf Basis der alchemistischen oder spagyrischen Erkenntnisse hergestellt werden. Als Ausgangsmaterial für Spagyrika kommen pflanzliche, mineralische und animalische Stoffe zum Einsatz.

## Bedeutende Alchemisten

### Alchemisten des alten Ägypten sowie der Antike
- Hermes Trismegistos (legendär)
- Ostanes (vor 500 v. Chr.)
- Empedokles (ca. 490–430 v. Chr.)
- Demokrit (ca. 470–380 v. Chr.), bzw. Pseudo-Demokrit
- Maria die Jüdin (auch: Maria, die Alchemistin, …) (vermutet im 1. bis spätestens 3. Jh. n. Chr.)
- Zosimos aus Panopolis (ca. 250 bis ca. 310 n. Chr.)
- Kleopatra, die Alchimistin (ca. 300 bis 400 n. Chr.)
- Papyrus Stockholm (Holmensis) und Leiden (Leidensis), ca. Ende 3. Jh., Anfang 4. Jh. n. Chr., Ägypten, griechische Rezeptsammlungen

### Chinesische Alchemisten
In China war die Alchemie Teil des religiösen Daoismus. Man glaubte in einigen Systemen, dass die Menschen sieben Stufen der Entwicklung erreichen können: Gottgleiche, Rechtschaffene, Unsterbliche, Dao-Menschen, Weise, Tugendhafte, normale Menschen und Sklaven. Die ersten drei Stufen sind unsterblich. Jeder kann diese Stufenleiter vom Sklaven zum Gottgleichen erklimmen. Der Sprung von der vierten, noch sterblichen Stufe, des Dao-Menschen zur fünften ersten unsterblichen Menschheitsstufe kann jedoch nicht durch sich selbst erfolgen, sondern dazu bedarf es der Alchemie.
Die chinesischen Alchemisten glaubten, dass sie im Zinnober (Dan) zumindest den Hauptbestandteil des Lebenselixiers zur Erlangung der Unsterblichkeit gefunden hätten. Zinnober ist wegen des enthaltenen Quecksilbers giftig. Da es schwerlöslich ist, wirkt es akut nicht so stark. Aber da Zinnober als Medizin über lange Zeiten eingenommen wurde, starben die Menschen an chronischer Quecksilbervergiftung. Sowohl der erste Kaiser von China als auch spätere Kunden der Alchemisten sowie Alchemisten selber sind an der alchemistischen Medizin gestorben. Daher wurde die Alchemie zum Waidan (äußerer Zinnober) erklärt und Neidan (innerer Zinnober) erfunden. Neidan beruht auf Meditation und anderen spirituellen Methoden. Heute wird nur Neidan praktiziert. Der Aufstieg von einer Stufe zur anderen sollte durch Kultivieren des Dao erfolgen. Das passiert durch Sammeln von Energie (Qi) und Vereinen von Geist (shen).
Die ersten Spezialisten in den Künsten der Unsterblichkeit waren die Fangshi, die schamanistische Praktiken anboten, von Kaisern und Adeligen aufgesucht und gelegentlich unterstützt wurden. Aus dieser Tradition kommt Wei Boyang, Autor des ältesten chinesischen alchemistischen Traktates Zhouyi cantong qi („Über das Vereinigen der Entsprechungen“), der gemäß der Legende während des 2. Jh. n. Chr. gelebt haben soll. Ihm wird folgender Mythos nachgesagt: Nachdem ein Hund bei einem Experiment das rechte Elixier betreffend tot umfiel, sprach der Meister: „Ich habe den Weg der Welt, meine Familie und Freunde aufgegeben, um in den Bergen zu leben. Es wäre schamvoll, zurückzugehen, ohne das Dao der heiligen Unsterblichen gefunden zu haben. Durch dieses Elixier zu sterben kann nicht schlechter sein, als ohne es zu leben. So muss ich es dann zu mir nehmen.“ Er schluckte das Elixier und fiel auf der Stelle tot um. Nachdem die enttäuschten Schüler gegangen waren, erwachten Hund und Meister und schwebten zum Himmel empor, um Unsterbliche zu werden.
Ein anderer war Ge Hong (284–364 n. Chr.), dessen Hauptwerk heißt Baopuzi („Er, der den unbehauenen Klotz umarmt“ oder „Der Meister, der die Schlichtheit umfasst“). Die Shangqing-Schule nahm später einige seiner Techniken auf.
Lü Dongbin, einer der Acht Unsterblichen, soll einer der ersten gewesen sein, der sich ausschließlich der Inneren Alchemie zuwandte. Sein Schüler war Liu Haichan; von diesem soll Zhang Boduan (987–1082 n. Chr.) sein Wissen erhalten haben. Er schrieb das Wuzhen pian („Über das Begreifen der Wirklichkeit“), welches die Ausdrucksweise der äußeren Alchemie auf die inneren Wandlungen überträgt. Ziel sei die Erschaffung des shengtai („geistiger Embryo“ der Unsterblichkeit). Nach seinem Tod wurden viele Schulen des Neidan gegründet. Seine Schüler begründeten etwa den südlichen Zweig der „Schule der Vollkommenen Wirklichkeit“ (wörtlich „Der Weg der Verwirklichung der Wahrheit“).

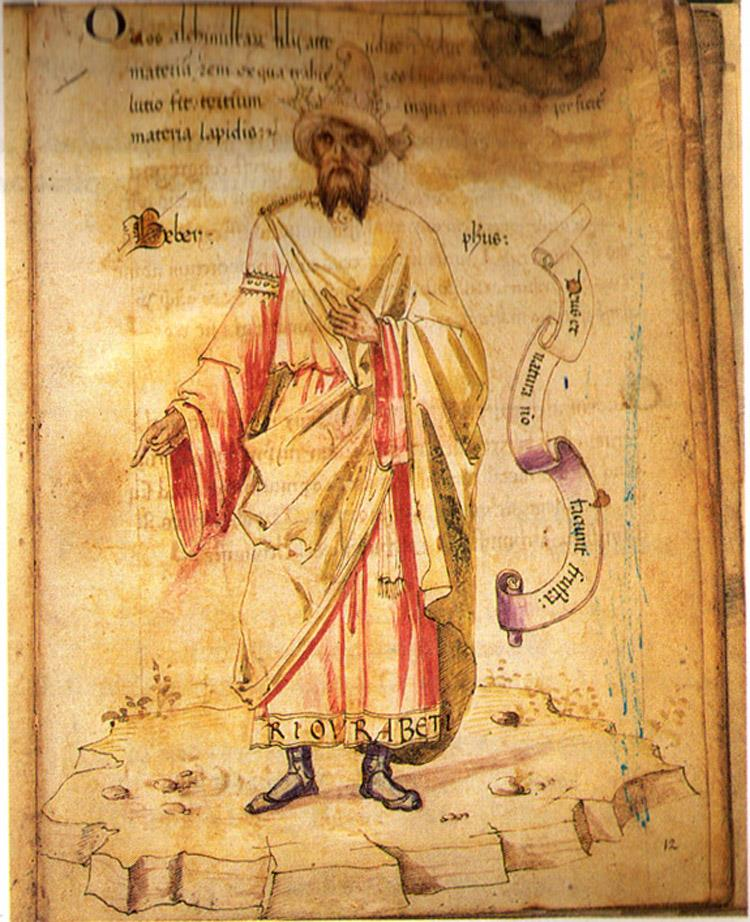
Geber, Vater der Chemie

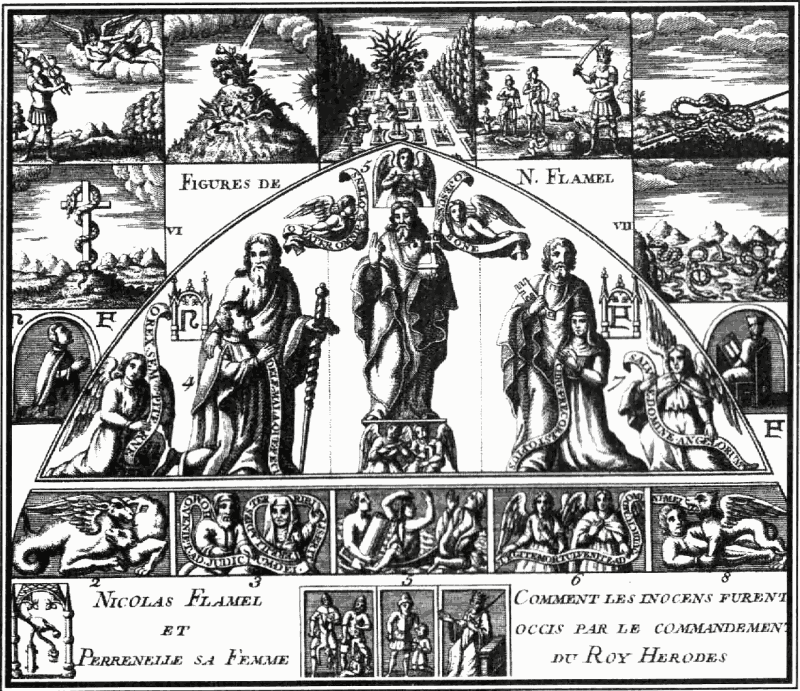
Die „alchemistischen Figuren“ des Nikolaus Flamel

### Alchemisten des arabischsprachigen Kulturkreises
- Morienus (7. Jh.)
- Chalid ibn Yazid (um 655–704)
- Geber (ca. 721–815), Vater der Chemie (zu unterscheiden von Pseudo-Geber)
- Rhazes (ca. 860–ca. 930)
- Ibn Umail (um 900–960)
- Maslama al-Madschriti (gestorben 1007)
- Avicenna (980–1037)
- al-Tughrai (1061–1121)
- das Buch Turba Philosophorum und Das Buch der Alaune und Salze

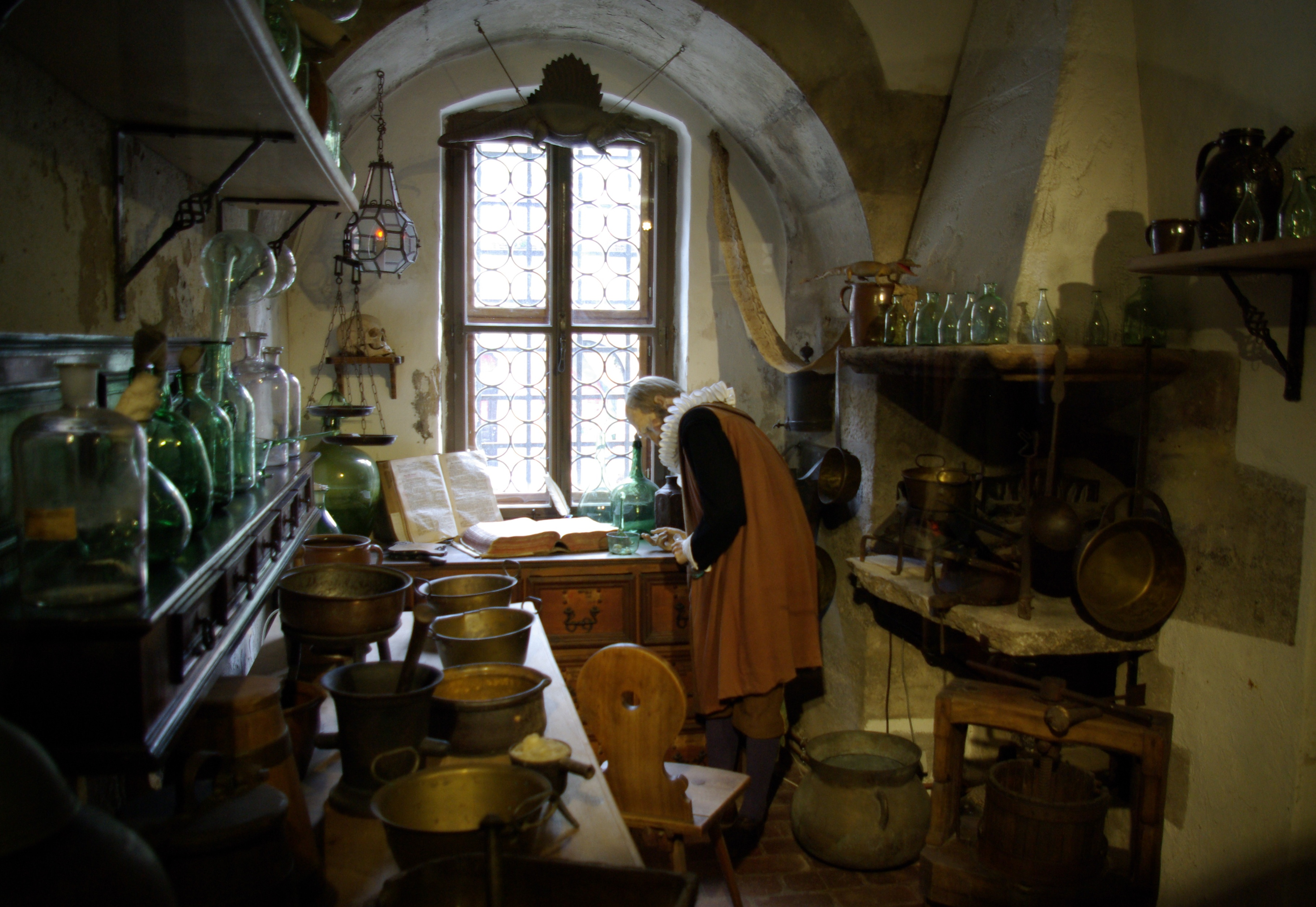
Nachbildung des Labors von Andreas Libavius in Rothenburg ob der Tauber

- Alphidius
- Artephius (12. Jahrhundert)
- al-Simawi (13. Jahrhundert)
- al-Dschaldaki (14. Jahrhundert)

### Abendländische Alchemisten
- Arnaldus de Villanova (13. Jahrhundert), überwiegend untergeschobene Schriften
- Pseudo-Geber (13. Jahrhundert)
- Pseudo-Lull (13.–16. Jahrhundert)
- Albertus Magnus (um 1200–1280, viele untergeschobene Schriften)
- Roger Bacon (1214–1292/94)
- Nicolas Flamel (1330 bis ca. 1413), untergeschobene Schriften
- Johannes de Rupescissa (14. Jahrhundert)
- Ricardus Anglicus (Alchemist)
- Berthold der Schwarze (14. Jahrhundert) (möglicherweise apokryph)
- Bernhardus Trevisanus (1406–1490)
- Basilius Valentinus (15. Jahrhundert)
- George Ripley (15. Jahrhundert)
- Arnald von Brüssel (l5. Jahrhundert)[68]
- Johann Georg Faust (ca. 1480–1540), der historische Faust war eher ein Phantast und Hochstapler
- Heinrich Cornelius Agrippa von Nettesheim (1486–1535)
- Paracelsus (1493–1541)
- die Bücher Rosarium philosophorum (siehe De Alchemia), Donum Dei, Buch der Heiligen Dreifaltigkeit,[69] Aurora consurgens, Splendor Solis, Lambspring; alle von weitgehend unbekannten Autoren und wichtig für die Bildsprache der Alchemie
- Michael Toxites (1514–1581)
- Bernard G. Penot (1519–1617)
- Alexander von Suchten (1520–1590)
- David Beuther (um 1520-nach 1582)
- Thomas Charnock (um 1524 bis 1581)
- John Dee (1527–1608)
- Adam von Bodenstein (1528–1577)
- Gerhard Dorn (um 1530–nach 1584)
- Leonhard Thurneysser (1531–1595 oder 1596)
- Nicolas Barnaud (1538–1604)
- Joseph Duchesne (um 1544–1609)
- zu den Fürstenalchemisten[70] zählen: Rudolph II., Wolfgang II. von Hohenlohe (1546–1610), Johann von Brandenburg (1406–1464), Friedrich I. von Württemberg (1557–1608), Moritz von Hessen-Kassel (1572–1632), Ernst von Bayern (1554–1612), Francesco I. de’ Medici
- Sebalt Schwertzer (1552–1598)
- Edward Kelley (1555–1597)
- Andreas Libavius (1555–1616)
- Joachim Tancke (1557–1609)
- Melchior Cibinensis (16. Jahrhundert)
- Benedictus Figulus (1567 – nach 1619)
- Heinrich Khunrath (um 1560–1605)
- Oswald Croll (um 1560–1609)
- Johann Thölde (um 1565–1614)
- Michał Sędziwój (Sendivogius) (1566–1636)
- Michael Maier (1568–1622)
- Johann Hartmann (1568–1631)
- Martin Ruland der Jüngere (1569–1611)
- Robert Fludd (1574–1637)
- Johann Isaac Hollandus und Isaac Hollandus (16./17. Jahrhundert)
- Arthur Dee (1579–1651)
- Johan Baptista van Helmont (1580–1644)
- Daniel Stolz von Stolzenberg (* 1600; † nach 1644)
- Johann Rudolph Glauber (1604–1670)
- Elias Ashmole (1617–1692)
- George Starkey (1628–1665), wahrscheinlich auch mit Irenäus Philalethes identisch
- Hennig Brand (1630–1692)
- Johannes Kunckel (um 1630–1703)
- Johann Friedrich Schweitzer (Helvetius) (1630–1709)
- Johann Joachim Becher (1635–1682)
- zu den Goldmachern und mehr oder weniger betrügerischen Alchemisten der frühen Neuzeit zählen: Setonius (16./17. Jahrhundert), Heinrich Wagnereck (17. Jahrhundert), Georg Honauer, Johann Müller von Mühlenfels, Christian Wilhelm von Krohnemann (1636–1686), Laskaris (17./18. Jahrhundert), Domenico Manuel Caetano, Anne Marie von Ziegler, Philipp Sömmering, Wenzel Seiler, Johann Konrad Richthausen von Chaos, Sehfeld (auch Seefeld und Seefels) (18. Jahrhundert), Johann Hektor von Klettenberg, Otto Arnold Paykull (1662–1707), der Graf von Saint-Germain, Alessandro Cagliostro (1743–1795)
- zu den wenigen Alchemistinnen oder frühen Chemikerinnen zählen: Barbara von Cilli, Isabella Cortese (16. Jahrhundert), Anna von Dänemark, Marie Meurdrac (17. Jahrhundert), Dorothea Juliana Wallich (18. Jahrhundert), Rebecca Vaughan, Marie de Bachimont, Susanne von Klettenberg, Anne Marie von Ziegler, Margaret Russell, Sophie Brahe, Caterina Sforza, Leona Constantia, Sabine Stuart de Chevalier[71]
- Isaac Newton (1643–1727)
- Robert Boyle (1627–1692)
- Georg von Welling (1655–1727)
- Johann Conrad Creiling (1673–1752)
- Johann Konrad Dippel (1673–1734)
- Johann Friedrich Böttger (1682–1719)
- August Nordenskiöld (1754–1792)
- Simon Eisenhut (1781–1842)
- Carl-Friedrich Zimpel (1801–1879)
- Alexander von Bernus (1880–1965)
- Franz Tausend (1884–1942)
- Fulcanelli (19./20. Jahrhundert)
- Albert Riedel (1911–1984)

## Archäologische Funde
2010 wurde in einer Abfallgrube an der Nordseite des ehemaligen Franziskanerklosters in Lutherstadt Wittenberg die Reste einer Alchemistenwerkstatt aus der Zeit von 1570 bis 1600 gefunden. Es handelt sich um den ältesten bekannten Fund dieser Art in Europa neben den Resten einer Alchemistenwerkstatt aus dem 16. Jahrhundert, die Ende der 1970er Jahre im österreichischen Oberstockstall gefunden wurden. Die vielen zerbrochenen Glasphiolen wurden unter Leitung des Archäochemikers Christian-Heinrich Wunderlich restauriert und bei einer Ausstellung zur Alchemie im Landesmuseum für Vorgeschichte in Halle 2016 präsentiert. Es fanden sich viele Rückstände von Antimon (die Menge hätte ausgereicht, die Hälfte der Einwohner des damaligen Wittenberg zu töten) sowie Quecksilber und zum Beispiel die Reste eines kleinen Hundes, den man in einem Tongefäß erhitzt hatte. Bisher konnte das Labor keinem namentlich bekannten Alchemisten zugeordnet werden; es stammte wahrscheinlich aus dem Umkreis des sächsischen Fürstenhofes. Besonders Paracelsus und folgende Paracelsisten vertraten in der Pharmazie die Verwendung von „Antimon“ (neben dessen Wirkung als Scheidemittel von Gold).
In Oberstockstall fanden sich bei der Ausgrabung 1980 in einer Kirche des Gutes Oberstockstall unter einer Bodenfliese die vergrabenen Reste eines alchemistischen Labors (außer wertvollen Metallgegenständen wie Waage und Mörser, die sich nicht mehr fanden), etwa Schalen, Destillierkolben (darunter ein Alembik für fallende Destillation aus Glas), Phiolen und Flaschen aus Glas, Reste von über 300 Schmelztiegeln, Reste des Schmelzofens (Winddüsen u. a.), Probierscherben und rund 100 Aschkupell, Reste von Kupfergegenständen (Siebe, Bürsten, Röhren), Knochenreste (wahrscheinlich für die Gewinnung von Knochenasche). Eine Schüssel ließ sich auf 1549 datieren, zwei Kacheln auf etwa 1560, eine Münze aus der Zeit von Rudolf II. auf nach 1576. Holzstücke wurden dendrochronologisch auf 1586, 1590 und 1596 datiert. Das Labor lag in den Gewölben der Sakristei der Kirche und hatte Ausblick auf den Hochaltar.
Die Pfarrei (Kirchberg am Wagram) unterstand dem Domkapitel Passau. Die Ausgräberin Sigrid von Osten fand historische Hinweise auf alchemistisch interessierte Personen in diesem Umkreis, so die Familie von Trenbach, die auch Verbindungen zum Bergbau hatten. Urban von Trenbach war ab 1552 Pfarrherr in Kirchberg und von 1598 an Bischof von Passau. Ein anderer Kandidat war Viktor August Fugger, der seit 1572 Pfarrherr in Kirchberg war und 1586 kurz nach seiner Ernennung zum Abt im Stift Zwettl durch einen Unfall starb, was möglicherweise das Ende des Labors war. Am Portal der Kirche finden sich Fratzen, die an Baphomet-Darstellungen erinnern.

## Museen und Ausstellungen
- Ausstellung zum Thema Alchemie im Kulturforum Berlin 2017[77]
- „Die Suche nach dem Weltgeheimnis“, Sonderausstellung im Landesmuseum Halle (Saale)[78]
- Alchemie und Kunst in der Stiftung Museum Kunstpalast[79]
- Dauerausstellung „Alchemie in Weikersheim“ auf Schloss Weikersheim zu Wolfgang II. von Hohenlohe

### Ältere Literatur
- Joachim Tanck (Hrsg.): Promptuarium Alchemiae, Das ist: Vornehmer gelarten Philosophen und Alchimisten Schriffte und Tractat, von dem Stein der Weisen, sammt künstlichen Alchimistischen Handgriffen, und bewerten schönen bereittungen allerley Artzneyen.  Zwei Teile. J. Popporeich für H. Grosse d. Ä., Leipzig 1610.
- Martin Ruland: Lexicon alchemiae sive Dictionarium alchemisticum, cum obscuriorum verborum et rerum Hermeticarum, tum Theophrast-Paracelsicarum phrasium. Z. Palthenius, Frankfurt am Main 1612. (Neudruck Hildesheim 1964; (Digitalisat))
- Edmund O. von Lippmann: Entstehung und Ausbreitung der Alchemie. 3 Bände. Teil I–II: Springer, Berlin 1919 und 1931; Teil III: hrsg. von Richard von Lippmann, Weinheim an der Bergstraße 1954.
- Karl Christoph Schmieder: Geschichte der Alchemie. 1832. (Herausgegeben und mit einem Vorwort von Marco Frenschkowski neu gesetzte und überarbeitete Auflage. Marixverlag, Wiesbaden 2005, ISBN 3-86539-003-X) (Digitalisat).
- Hermann Kopp: Die Alchemie in älterer und neuerer Zeit. Ein Beitrag zur Kulturgeschichte. 2 Bände, Winter, Heidelberg 1886, Band 1, Band 2.
- E. Ribeaud: Die Alchemie und die Alchemisten in der Schweiz. In: Mitteilungen der Naturforschenden Gesellschaft in Luzern. 2. Heft, 1896/97.
- John Ferguson Bibliotheca Chemica. 2 Bände. James Maclehose, Glasgow 1906 (Bio-Bibliographisches Lexikon), Band 1, Band 2.
- Günther Goldschmidt: Der Ursprung der Alchimie. In: Ciba Zeitschrift. 1938, Nr. 57.
- Günther Goldschmidt: Die mittelalterliche Alchimie. In: Ciba Zeitschrift. 6, 1939, Nr. 65, S. 2234–2267.
- Wilhelm Ganzenmüller: Die Alchemie im Mittelalter. Paderborn 1938. (Neudruck Hildesheim 1967)
- Wilhelm Ganzenmüller: Beiträge zur Geschichte der Technologie und der Alchemie. Weinheim 1956.
- Gustav Friedrich Hartlaub: Der Stein der Weisen. Wesen und Bildwelt der Alchemie. München 1959 (= Bibliothek des Germanischen National-Museums zur deutschen Kunst- und Kulturgeschichte. Band 12).
- Eric John Holmyard: Alchemy. Penguin, Harmondsworth 1957 und 1968.
- Titus Burckhardt: Alchemie – Sinn und Weltbild. Walter Verlag, Olten 1960.
- Jack Lindsay: The Origins of Alchemy in Greco-Roman Egypt. London 1970.
- Stanislaus Klossowski de Rola: Alchemie. Die geheime Kunst. München 1974.
- Johannes Fabricius: Alchemy. The medieval alchemists and their royal art. Kopenhagen 1976.
- Hermann Beckh: Alchymie. Vom Geheimnis der Stoffeswelt. Hrsg. von Willem Frans Daems. 3. Auflage. 1942. (Neudruck Dornach 1987)
- Gerhard Eis: Von der Rede und dem Schweigen der Alchemisten. In: Deutsche Vierteljahrschrift für Literaturwissenschaftliche Geistesgeschichte. Band 25, 1951, S. 415–435; auch in: Gerhard Eis: Vor und nach Paracelsus. Untersuchungen über Hohenheims Traditionsverbundenheit und Nachrichten über seine Anhänger. Stuttgart 1965 (= Medizin in Geschichte und Kultur. Band 8), S. 51–73.
- Gerhard Eis: Das sozialethische Verantwortungsgefühl der Alchemisten. In: Akten des XVIII. Internationalen Soziologenkongresses / Actes du XVIIIe Congrès international de sociologie, II. Meisenheim am Glan 1962, S. 244–252.
- Harry J. Sheppard: Gnosticism and Alchemy. In: Ambix. Band 6, 1957, S. 86–101.
- Harry J. Sheppard: The Origin of the gnostic-alchemical relationship. In: Scientia. 97/56, 1962, S. 146–149.
- Harry J. Sheppard: The Ouroboros and the unity of matter in alchemy. A study in origins. In: Ambix. Band 10, 1962, S. 83–96.
- Herwig Buntz: Deutsche alchemistische Traktate des 15. und 16. Jahrhunderts. Philosophische Dissertation München [Verlag Uni-Druck 1968] 1969 (ISBN 978-3-87821-001-6).

Zu den führenden Historikern der Alchemie besonders im arabischen Raum gehörte Julius Ruska (siehe dort angegebene Literatur).
Klassische Sammelwerke der Alchemie waren das De Alchemia, Artis Auriferae, Musaeum Hermeticum, Theatrum Chemicum, Bibliotheca Chemica Curiosa, Deutsches Theatrum Chemicum und Theatrum Chemicum Britannicum.

### Aktuelle Literatur
- Johann Daniel Achelis: Die Überwindung der Alchemie in der paracelsischen Medizin. Heidelberg 1943 (= Sitzungsberichte der Heidelberger Akademie der Wissenschaften. Mathematisch-neturwissenschaftliche Klasse. Jahrgang 1941, 3. Abhandlung).
- Jette Anders: 33 Alchemistinnen. Die verborgene Seite einer alten Wissenschaft. Vergangenheitsverlag, Berlin 2016, ISBN 978-3-86408-204-7.
- Manuel Bachmann, Thomas Hofmeier: Geheimnisse der Alchemie. Schwabe Verlag, Basel 1999, ISBN 3-7965-1368-9.
- Michael Bischoff, Heiner Borggrefe, Vera Lüpkes, Michael Zelle (Hrsg.): Alchemie – Magie oder Naturwissenschaft? Begleitpublikation zur gleichnamigen Ausstellung, Weserrenaissance-Museum Schloss Brake, Lemgo 2022, ISBN 978-3-945776-05-6.
- George-Florin Calian: Alkimia Operativa and Alkimia Speculativa. Some Modern Controversies on the Historiography of Alchemy. Annual of Medieval Studies at CEU, 2010. (online)
- Reinhard Federmann: Die königliche Kunst. Eine Geschichte der Alchemie. Paul Neff, Wien/Berlin/Stuttgart 1964.
- Horst Friedrich: Alchemie: Was ist das? Edition Efodon, Michaelis Verlag, 2002, ISBN 3-89539-608-7.
- Helmut Gebelein: Alchemie. Eugen Diederichs, München 1991. (2. Auflage. ebenda 1996, ISBN 3-424-01062-6).
- Helmut Gebelein: Alchemie (= Diederichs kompakt). Kreuzlingen/München 2004, ISBN 3-7205-2501-5.
- Bernhard Dietrich Haage: Das „Kunstbüchlein“ des Alchemisten Caspar Hartung vom Hoff. In Abbildung und Transkription herausgegeben und erläutert (= Litterae. Göppinger Beiträge zur Textgeschichte. Band 39). Göppingen 1975.
- Bernhard Dietrich Haage: Alchemie im Mittelalter: Ideen und Bilder – von Zosimos bis Paracelsus. Artemis und Winkler, Düsseldorf/Zürich 1996, ISBN 3-7608-1123-X. (2. Auflage ebenda 2000, ISBN 3-7608-1222-8).
- Margareth Hagen, Margery Vibe Skagen: Literature and Chemistry: Elective Affinities. Aarhus University Press, 2. Auflage, 2013.
- Daniel Hornfisher: Löwe und Phönix. Das große Handbuch der praktischen Spagyrik und Alchemie. J. Kamphausen, 1998, ISBN 3-591-08432-8.
- Guido Jüttner, Joachim Telle: Alchemie. In: Lexikon des Mittelalters. Band 1. München 1978, Sp. 329–342.
- Otto Krätz: 7000 Jahre Chemie: Alchemie, die schwarze Kunst – Schwarzpulver – Sprengstoffe – Teerchemie – Farben – Kunststoffe – Biochemie und mehr. Verlag D. W. Callwey, München 1999, ISBN 3-933203-20-1.
- Jacques van Lennep: Alchimie. Contribution à l’histoire de l’art alchimique. 2. Auflage. Brüssel 1985.
- Stanton J. Linden (Hrsg.): The alchemy reader: From Hermes Trismegistus to Isaac Newton. Cambridge University Press, 2003.
- Stanton Marlan: The black sun. The alchemy and art of darkness. College Station : Texas A & M University Press, 2010
- Zweder R. W. M. von Martels (Hrsg.): Alchemy Revisited. Proceedings of the International Conference on the History of Alchemy at the University of Groningen 17-19 April 1989. (= Collection de Travaux de l’Académie Internationale d’Histoire des Sciences. Band 33). Brill, Leiden/New York/Kopenhagen/Köln 1990, ISBN 978-90-04-09287-7 (englisch).
- Christoph Meinel (Hrsg.): Die Alchemie in der europäischen Kultur- und Wissenschaftsgeschichte (= Wolfenbütteler Forschungen. Band 32). Harrassowitz Verlag, Wiesbaden 1986, ISBN 3-447-02655-3.
- Tara Nummedal: Alchemy and Authority in the Holy Roman Empire. University of Chicago Press, 2007.
- Raphael Patai: The Jewish Alchemists. Princeton University Press, 1994.
- Emil Ernst Ploß, Heinz Roosen-Runge, Heinrich Schipperges, Herwig Buntz (Hrsg.): Alchimia. Ideologie und Technologie. München 1970.
- Claus Priesner, Karin Figala (Hrsg.): Alchemie: Lexikon einer hermetischen Wissenschaft. München 1998, ISBN 3-406-44106-8.
- Claus Priesner: Geschichte der Alchemie. Beck 2011, ISBN 978-3-406-61601-3.
- Lawrence M. Principe: The Secrets of Alchemy. University of Chicago Press, 2013.
- Alexander Roob: Das hermetische Museum. Alchemie & Mystik. Taschen Verlag, Köln 1996, ISBN 3-8228-8803-6.
- Heinrich Schipperges: Alchimia. Auf der Suche nach vergessenen Wissenschaften. In: Eleusis. Band 34, 1979, S. 104–119.
- Wolfgang Schneider: Probleme und neuere Ansichten in der Alchemiegeschichte. In: Chemiker-Zeitung. Band 85, 1961, S. 643–651.
- Hans-Werner Schütt: Auf der Suche nach dem Stein der Weisen. Die Geschichte der Alchemie. Beck, München 2000, ISBN 3-406-46638-9.
- Dierk Suhr: Die Alchemisten – Goldmacher, Heiler, Philosophen, Jan Thorbecke Verlag, Ostfildern 2006, ISBN 978-3-7995-0163-7.
- Joachim Telle, Sven Hartman: Artikel Alchemie, Teil I von Sven Hartman, Teil II (Historisch) von Joachim Telle, in: Theologische Realenzyklopädie, Band 2, De Gruyter 1978, S. 195–227.
- Jörg Völlnagel: Alchemie. Die Königliche Kunst. Hirmer Verlag, München 2012, ISBN 978-3-7774-6071-0.
- Jost Weyer: Die Alchemie im lateinischen Mittelalter. In: Chemie in unserer Zeit. 23. Jahrgang 1989, S. 16 ff.
- Michael Wächter: Kleine Entdeckungsgeschichte(n) der Chemie im Kontext von Zeitgeschichte und Naturwissenschaften, Verlag Königshausen & Neumann, Würzburg 2018, ISBN 978-3-8260-6510-1.
- Laurence C. Witten II, Richard Pachella: Alchemy and the Occult. A Catalogue of Books and Manuscripts from the Collection of Paul and Mary Mellon Given to Yale University Library. Band 3/4: Manuscripts 1225–1922. New Haven 1977.

### Psychologische und mythologische Interpretation
- Mircea Eliade: Schmiede und Alchemisten. 2. Auflage. Klett-Cotta, 1980, ISBN 3-12-932120-9.
- Carl Gustav Jung: Psychologie und Alchemie. Gesammelte Werke, Band 12, ISBN 3-530-40712-7.
- Carl Gustav Jung: Mysterium Coniunctionis. Gesammelte Werke, Band 14, 3 Bände. ISBN 3-530-40714-3. (Band 3 von Marie-Louise von Franz, ISBN 3-530-40799-2).
- Carl Gustav Jung: Studien über alchemistische Vorstellungen. Gesammelte Werke, Band 13, ISBN 3-530-40713-5.

### Bibliographien
- Volker Fritz Brüning: Bibliographie der alchemistischen Literatur. 3 Bände, K. G. Saur Verlag, München 2004–2006:
  - Band 1: Die alchemistischen Druckwerke von der Erfindung der Buchdruckerkunst bis zum Jahre 1690. 2004, ISBN 3-598-11603-9.
  - Band 2: Die alchemistischen Druckwerke von 1691 bis 1783. 2005, ISBN 3-598-11604-7.
  - Band 3: Die alchemistischen Druckwerke von 1784–2004, Nachträge, Register. 2006, ISBN 3-598-11605-5.